# Super Bomberman 4
Super Bomberman 4 (スーパーボンバーマン４) est un jeu vidéo d'action et de labyrinthe développé par Produce! et édité par Hudson Soft, sorti en 1996 sur Super Nintendo.

## Accueil
- Video Games : 81 %[1]